# 進撃
| ウィキペディアには「進撃」という見出しの百科事典記事はありません（タイトルに「進撃」を含むページの一覧/「進撃」で始まるページの一覧）。 代わりにウィクショナリーのページ「進撃」が役に立つかもしれません。 |